# علوة (الحسكة)
علوة هي قرية مطلة على نهر خابور في محافظة الحسكة في سوريا.